# Platinum Blonde
Platinum Blonde is een Amerikaanse filmkomedie uit 1931 onder regie van Frank Capra.

## Verhaal
De verslaggever Stew Smith maakt kennis met de mooie, rijke Anne Schuyler op het ogenblik dat hij een stuk schrijft over een schandaal in haar familie. Ze worden verliefd op elkaar, maar Stew merkt al gauw dat hij niet kan aarden in haar sociale kring. Hij spendeert ook almaar meer tijd met zijn vrouwelijke collega Gallagher.

## Rolverdeling
| Acteur              | Personage        |
| ------------------- | ---------------- |
| Loretta Young       | Gallagher        |
| Robert Williams     | Stew Smith       |
| Jean Harlow         | Ann Schuyler     |
| Halliwell Hobbes    | Butler           |
| Reginald Owen       | Grayson          |
| Edmund Breese       | Conroy           |
| Don Dillaway        | Michael Schuyler |
| Walter Catlett      | Bingy            |
| Claud Allister      | Dawson           |
| Louise Closser Hale | Mevrouw Schuyler |